# Kênh Vệ thị Trung văn
Kênh Vệ thị Trung văn hay kênh Vệ thị tiếng Trung (衛視中文台, Vệ thị Trung văn Đài), tên tiếng Anh là STAR Chinese Channel là một đài truyền hình giải trí phát sóng bằng tiếng Trung có trụ sở ở Trung Hoa Dân Quốc (tức Đài Loan). Các chương trình của đài bao gồm phim truyền hình, tin tức, lối sống và talk show được phát hoàn toàn bằng tiếng Quan thoại.

## Lịch sử
Tiêu Hoành Kỳ (蕭宏祺 Shiau Hong-chi) nói rằng việc kinh doanh ban đầu của Star TV là nhằm phát sóng những chương trình nổi tiếng của Mỹ tới khán giả Đài Loan với nỗ lực ít nhất có thể. Ông Tiêu sau đó chỉ ra rằng kế hoạch tuy nhiên đã không thành công và Star TV buộc phải đầu tư vào các nhánh nội địa hóa như kênh Vệ thị Trung văn (STAR Chinese Channel) và Channel V Đài Loan cũng như tự sản xuất những chương trình nội địa.

## Các kênh của đài
- Kênh Vệ thị Trung văn Đài Loan
- Kênh Vệ thị Trung văn Quốc tế

## Các báo chí do đài phát hành
- STAR Debuts Mandarin-language Channels in North America on KyLinTV Lưu trữ ngày 2 tháng 4 năm 2015 tại Wayback Machine
- KyLinTV features STAR Chinese Channel Lưu trữ ngày 11 tháng 1 năm 2009 tại Wayback Machine